# جزوه

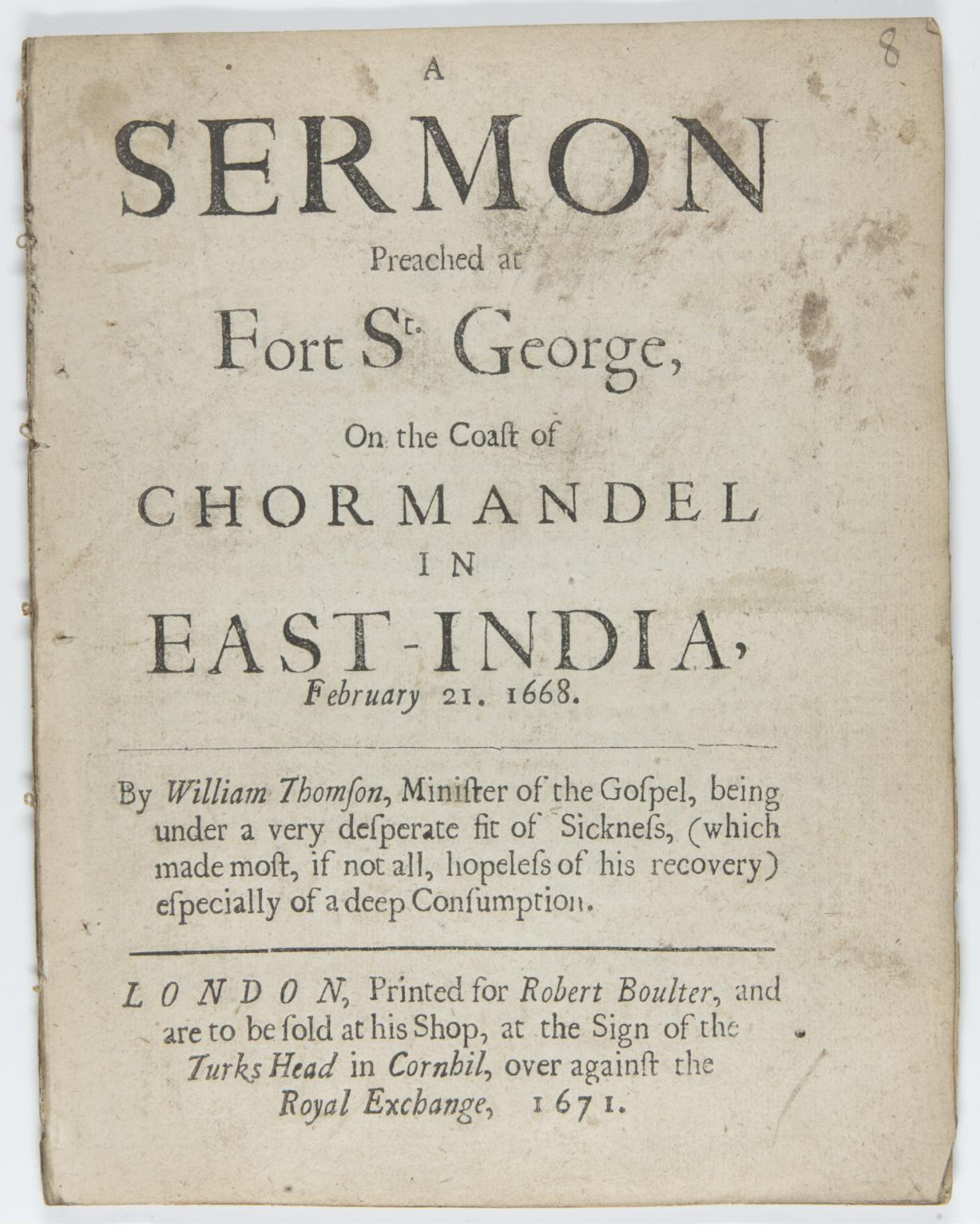
با توجه به کم هزینه و سهولت تولید، جزوه‌ها اغلب برای تبلیغ ایده‌های سیاسی یا مذهبی مورد استفاده قرار می‌گیرند.

جزوه یا رساله چاپی یک کتاب صحافی نشده (یعنی بدون پوشش سخت یا اتصال) است. جزوه ممکن است از یک ورق کاغذی تشکیل شود که در دو طرف چاپ شده و از وسط یا یک سوم یا یک چهارم تا خورده باشد.
"استاندارد بین المللی آمار مربوط به تولید کتاب و نشریات" یونسکو یک جزوه را به عنوان "نشریه چاپی غیرادواری با حداقل ۵ و حداکثر ۴۸ صفحه، بدون صفحات پوشش، منتشر شده در یک کشور خاص و در دسترس عموم" تعریف کرده‌است و کتاب را به عنوان "یک اثر چاپی غیر ادواری با حداقل ۴۹ صفحه، بدون صفحه‌های پوشش " توصیف کرده‌است. با این حال، تعاریف یونسکو تنها به منظور هدف خاص برای تدوین آمار تولید کتاب آنها مورد استفاده قرار می‌گیرد.

## ریشه‌شناسی
جزوه در انگلیسی معادل pamphlet است که این کلمه برای یک اثر کوچک (اثر جزئی opuscule) که مستقلاً و بدون پوشش منتشر شود در حدود سال ۱۳۸۷ میلادی به کار رفت.

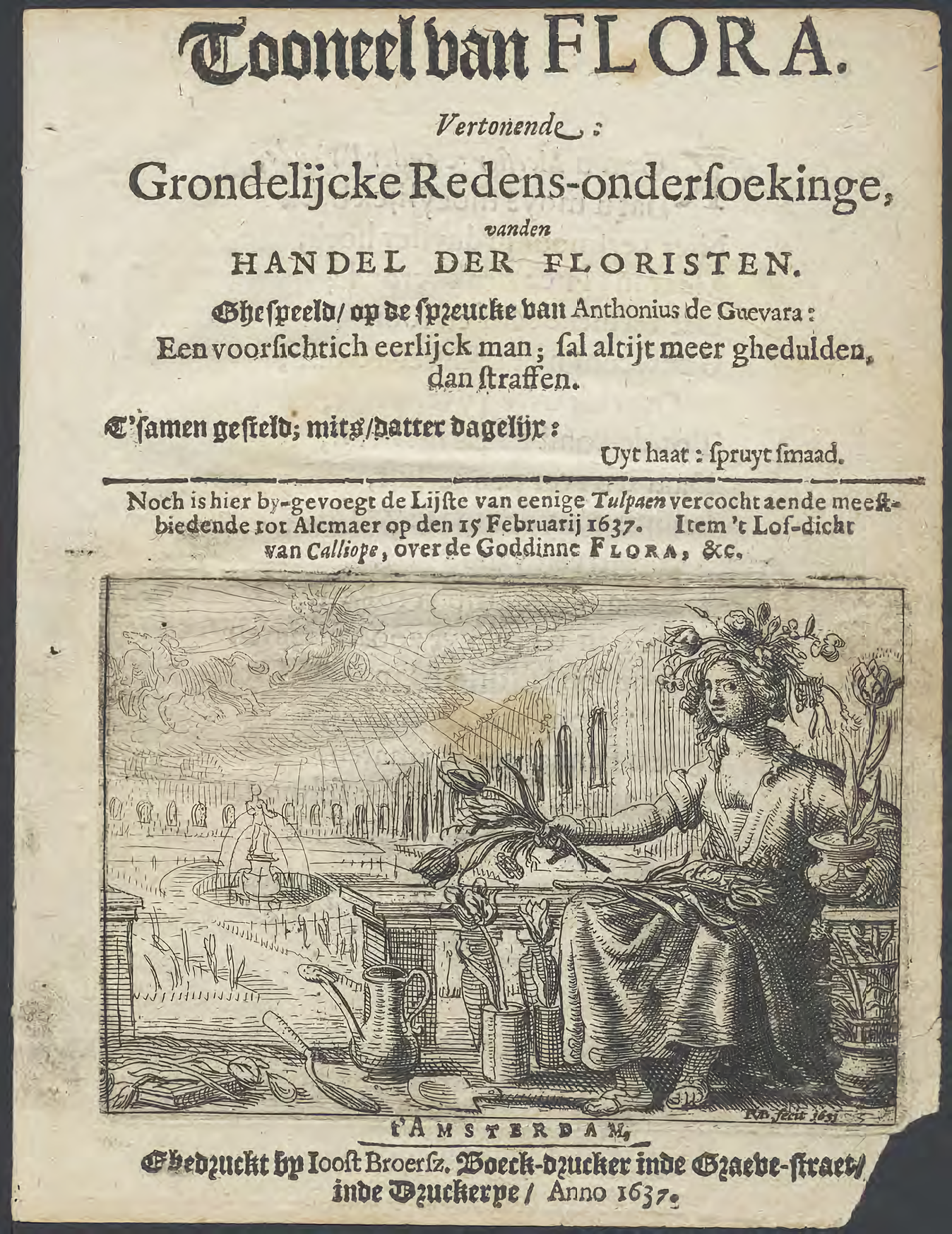
فرم جزوه ای نوشته‌ها برای قرن‌ها به عنوان ابزار اقتصادی برای توزیع گسترده اطلاعات مورد استفاده قرار گرفته‌است.

## هدف
جزوه‌ها می‌توانند از اطلاعات مربوط به لوازم آشپزخانه تا اطلاعات پزشکی و رساله‌های مذهبی را شامل شوند. جزوه‌ها در بازاریابی بسیار مهم هستند زیرا ارزان هستند و می‌توانند به راحتی بین مشتریان توزیع شوند. جزوات همچنین از ابزارهای مهم به عنوان موضع نامه سیاسی اعتراض در مبارزات سیاسی بوده‌اند.
جزوه ساز یا رساله نویس ([./https://en.wikipedia.org/wiki/Pamphleteer pamphleteer]) اصطلاح تاریخی برای کسانی است که تولیدکننده یا توزیع جزوه، به ویژه برای یک علت سیاسی بوده‌اند.

## کلکسیون بودن
به دلیل زودگذر بودن و استفاده وسیع سیاسی و مذهبی و سهولت تولید، جزوه‌ها اهمیت دارند و از این نظر مورد توجه جمع‌کنندگان کتاب قرار دارند. مجموعه‌های گردآوری شده قابل توجهی از رساله‌ها در اختیار کتابخانه‌های پژوهشی قرار گرفته‌اند.
به ویژه مجموعه‌های جامع از جزوات سیاسی آمریکا در کتابخانه عمومی نیویورک، کتابخانه Tamiment کتاب دانشگاه نیویورک و مجموعهٔ Jo Labadie در دانشگاه میشیگان قرار گرفته‌اند.

## استفاده تجاری
جزوه‌ها به‌طور گسترده در تجارت مورد استفاده قرار گرفته‌اند، به ویژه به عنوان یک قالب برای ارتباطات بازاریابی. اهداف متعدد برای جزوه‌ها، از جمله توصیف محصول یا دستورالعمل، اطلاعات شرکت، تبلیغات یا راهنماهای گردشگری وجود دارد و آنها اغلب به همان شیوه به عنوان جزوه یا بروشور استفاده می‌شود.